# Selecció de futbol de Txecoslovàquia
La Selecció de futbol de Txecoslovàquia era l'equip representatiu del país a les competicions oficials. Estava dirigida per l'Associació Txecoslovaca de Futbol i era membre de la UEFA.
Aquest equip va tenir un gran èxit a nivell mundial, aconseguint dos subcampionats de la Copa del Món en 1934 i 1962 i el títol de l'Eurocopa 1976.
El 1993, després de la divisió de Txecoslovàquia entre la República Txeca i la República Eslovaca, l'equip es va dissoldre, donant origen a les seleccions nacionals de futbol de la República Txeca (considerada per la FIFA com la successora de l'antiga selecció txecoslovaca) i d'Eslovàquia.

## Participacions en la Copa del Món
Campions      Finalistes      Tercers      Quarts
Un requadre vermell indica que eren amfitrions del campionat.
| Historial a la Copa del Món | Historial a la Copa del Món | Historial a la Copa del Món | Historial a la Copa del Món | Historial a la Copa del Món | Historial a la Copa del Món | Historial a la Copa del Món | Historial a la Copa del Món | Historial a la Copa del Món |
| Edició                      | Ronda                       | Posició                     | PJ                          | PG                          | PE                          | PP                          | GF                          | GC                          |
| --------------------------- | --------------------------- | --------------------------- | --------------------------- | --------------------------- | --------------------------- | --------------------------- | --------------------------- | --------------------------- |
| 1930                        | No hi participà             | No hi participà             | No hi participà             | No hi participà             | No hi participà             | No hi participà             | No hi participà             | No hi participà             |
| 1934                        | Finalista                   | 2s                          | 4                           | 3                           | 0                           | 1                           | 9                           | 6                           |
| 1938                        | Quarts de final             | 5s                          | 3                           | 1                           | 1                           | 1                           | 5                           | 3                           |
| 1950                        | No hi participà             | No hi participà             | No hi participà             | No hi participà             | No hi participà             | No hi participà             | No hi participà             | No hi participà             |
| 1954                        | Primera fase                | 14s                         | 2                           | 0                           | 0                           | 2                           | 0                           | 7                           |
| 1958                        | Primera fase                | 9s                          | 4                           | 1                           | 1                           | 2                           | 9                           | 6                           |
| 1962                        | Finalista                   | 2s                          | 6                           | 3                           | 1                           | 2                           | 7                           | 7                           |
| 1966                        | No es classificà            | No es classificà            | No es classificà            | No es classificà            | No es classificà            | No es classificà            | No es classificà            | No es classificà            |
| 1970                        | Primera fase                | 15s                         | 3                           | 0                           | 0                           | 3                           | 2                           | 7                           |
| 1974                        | No es classificà            | No es classificà            | No es classificà            | No es classificà            | No es classificà            | No es classificà            | No es classificà            | No es classificà            |
| 1978                        | No es classificà            | No es classificà            | No es classificà            | No es classificà            | No es classificà            | No es classificà            | No es classificà            | No es classificà            |
| 1982                        | Primera fase                | 19s                         | 3                           | 0                           | 2                           | 1                           | 2                           | 4                           |
| 1986                        | No es classificà            | No es classificà            | No es classificà            | No es classificà            | No es classificà            | No es classificà            | No es classificà            | No es classificà            |
| 1990                        | Quarts de final             | 6s                          | 5                           | 3                           | 0                           | 2                           | 10                          | 5                           |
| 1994                        | No es classificà            | No es classificà            | No es classificà            | No es classificà            | No es classificà            | No es classificà            | No es classificà            | No es classificà            |
| Total                       | Finalista                   | Finalista                   | 30                          | 11                          | 5                           | 14                          | 44                          | 45                          |

1. ↑  Començà la fase de classificació com Txecoslovàquia, però —després de la divisió del país— l'acabà jugant com l'Equip de Txecs i Eslovacs

Per campionats posteriors, vegeu:
- República Txeca (Considerat per la FIFA com el successor oficial de Txecoslovàquia).
- Eslovàquia

## Participacions en l'Eurocopa
- 1960 - Semifinals - 3r lloc
- Des de 1964 a 1972 - No es classificà
- 1976 - Campió
- 1980 - Semifinals - 3r lloc
- Des de 1984 a 1992 - No es classificà

## Jugadors històrics
- Josef Bican
- Josef Masopust
- Zdeněk Nehoda
- Antonín Panenka
- František Plánička
- Antonín Puč
- Tomáš Skuhravý
- Ivo Viktor